# Philipp II. (Namur)
Philipp II. von Courtenay (* 1195; † 1226 bei Saint-Flour) war von 1216 bis 1226 ein Markgraf von Namur aus dem Haus Courtenay. Er war der älteste von vier Söhnen Peters von Courtenay und der Jolante von Flandern. Genannt wurde er „der mit der Lippe“ (lat.: Philippus dictus de labra, franz.: Philippe à la Lèvre) und wurde für seine Ritterlichkeit gerühmt.

## Leben
Nach dem Tod seines Onkels mütterlicherseits, Markgraf Philipp I. von Namur, galt Philipp als dessen Erbe. Da Namur ein Lehen des Heiligen Römischen Reichs war, führte dies 1214 in der Schlacht bei Bouvines zu der Situation, dass Philipp dort im Heer des Kaisers Otto IV. gegen seinen eigenen Vater, der dem Heer König Philipps II. von Frankreich angehörte, kämpfte.
Nachdem seine Eltern 1216 zur Nachfolge im lateinischen Kaisertum zu Konstantinopel bestimmt wurden, hat Philipp die Regierung in Namur und auch den Stammsitz seiner Familie Courtenay in Frankreich übernommen. Am 4. November 1216 urkundete er erstmals als Markgraf (marchio Namurcensis). Nach dem Tod seiner Eltern ist er im Dezember 1219 von den lateinischen Baronen als deren Nachfolger in der Kaiserwürde bestimmt wurden. Ein venezianischer Bericht aus dieser Zeit nennt ihn bereits vorauseilend „Kaiser“ (domino et Imperatore Philippum). Allerdings hat Philipp die ihm angetragene Würde zurückgewiesen und nach Rücksprache mit König Philipp II. von Frankreich seinen jüngeren Bruder Robert für den Kaiserthron empfohlen.
Philipp bekämpfte die Nachfahren Heinrichs IV. von Luxemburg, die ihren Anspruch auf Namur nicht aufgegeben hatten. Dazu hatte er sich mit seiner Cousine, Gräfin Johanna von Flandern, verbündet. Nach unterlegenem Kampf hat Walram IV. von Limburg nach Vermittlung Erzbischof Egelberts von Köln im Vertrag von Dinant vom 13. März 1223 endgültig auf Namur verzichtet.
Philipp nahm 1226 am Albigenserkreuzzug König Ludwigs VIII. teil. Bei der Belagerung von Avignon erkrankte er an einer Seuche, der er auf dem Rückweg in der Nähe von Saint-Flour erlag. Bestattet wurde er in der Abtei von Vaucelles. Da er unverheiratet war, ging Namur an seinen jüngeren Bruder Heinrich über.